# Reverse Address Resolution Protocol
Reverse Address Resolution Protocol (RARP) – protokół komunikacyjny pozwalający na przekształcanie 48-bitowych fizycznych adresów MAC na 32-bitowe adresy IP w sieciach komputerowych typu Ethernet. RARP jest zdefiniowany w RFC 903 ↓.

## Działanie
Istota tego protokołu polega na tym, że urządzenie pytające wysyła do sieci zapytanie:
Jaki jest adres IP dla danego adresu MAC aa:bb:cc:dd:ee:ff?
Inne urządzenie znajdujące się w tej sieci odpowiada:
Komputer mający adres MAC aa:bb:cc:dd:ee:ff ma adres IP 1.2.3.4.
Serwer rarp, a konkretnie demon rarpd, korzysta z pliku /etc/ethers, gdzie znajdują się wszystkie odwzorowania adresów MAC na IP dla danego serwera – jeżeli host zapyta o adres MAC, którego nie ma w tym pliku, serwer będzie milczał.
Protokół ten stosowany jest jako najprostszy możliwy sposób statycznego przydzielania adresów IP. Zwykle komputer wysyłający zapytanie nie ma jeszcze swojego adresu, a komputer odpowiadający udziela mu informacji, którego adresu powinien zacząć używać. Obecnie częściej stosowane są protokoły oparte na User Datagram Protocol (UDP), czyli Bootstrap Protocol (BOOTP) i jego następca Dynamic Host Configuration Protocol (DHCP).